# Wolfgang Büchel
Wolfgang Büchel (* 23. März 1920 in Trier; † 1990 in Münstermaifeld) war ein deutscher Philosoph, der sich insbesondere mit Philosophie der Physik (Naturphilosophie) befasste.
Büchel studierte Physik und Philosophie und wurde 1954 an der Ludwig-Maximilians-Universität München promoviert (Die Relationalität des materiellen Seins). Er war Jesuit und lehrte Naturphilosophie an der Philosophischen Hochschule (Berchmanskolleg) der Jesuiten in Pullach bei München, an der er seit 1956 außerplanmäßiger Professor war. Ab 1969 war er auch Professor für Naturphilosophie an der Ruhr-Universität Bochum, an die er dann ganz wechselte. Sein Nachfolger wurde 1986 Michael Drieschner.
Bei der jährlichen Festakademie der Hochschule zu Ehren von Thomas von Aquin referierte Büchel 1968 in Anwesenheit von Werner Heisenberg über Materie und Geist, wobei er sich stark auf neuere Einsichten der physikalischen Forschung stützte. Die Zeitschrift Spiegel stufte Büchels Referat als Angriff auf die traditionelle kirchliche Philosophie mit ihrer Überordnung des Geistes gegenüber der Materie ein. Büchel meinte (sich unter anderem auf das Einstein-Podolsky-Rosen-Paradoxon beziehend), „daß die Materie ebenso wie der Geist über die meßbare Zeit erhaben ist, daß sie gleichwertig ist mit dem von Raum und Zeit unabhängigen Geist.“ Büchel befasste sich später auch mit Parapsychologie.
Er war Mitglied des Instituts der Görres-Gesellschaft Begegnung mit den Naturwissenschaften.

## Schriften
- Philosophische Probleme der Physik, Herder 1965 (und Berchmanskolleg 1957, 1962)
- Wille, Wunder, Welt: Physikalisches Weltbild und christlicher Glaube, Kevelaer: Butzon und Bercker 1956, 1962 (auch 1966 in Spanisch erschienen)
- Gesellschaftliche Bedingungen der Naturwissenschaft, C. H. Beck, Becksche Schwarze Reihe, 1975
- Die Macht des Fortschritts: Plädoyer für Technik und Wissenschaft, München: Langen-Müller/Herbig 1981
- mit Friedrich Asselmayer, Bruno Huber u. a.:  Philosophische Fragen zum naturwissenschaftlichen Verständnis von Welt und Leben, Studien und Berichte der katholischen Akademie in Bayern, München 1958
- Herausgeber mit Ulrich Hoyer, Holm Tetens: Relativitätstheorie und Philosophie, Veröffentlichungen der Katholischen Akademie Schwerte, 1986

Einige Online zugängliche Aufsätze:
- Das H-Theorem und seine Umkehrung, Phys. Blätter, 17, 1961, 350–355 (Berichtigung S. 491)
- Diskussionen um die Relativitätstheorie in der Sowjetunion, Phys. Blätter, 17, 1961, 277–280
- Warum hat unser Raum gerade drei Dimensionen ?, Phys. Blätter, Band 19, 1963, S. 547–549
- Ein quantenphysikalisches Paradoxon, Phys. Blätter, 23, 1967, 162–165 (zur Bellschen Ungleichung)
- Information und Entropie, Phys. Blätter, 18, 1962, 400–404